# 羅汝澤 (廣東)
羅汝澤，清朝臺灣官員，本籍廣東省，於1895年擔任雲林縣知縣一職，是第二任雲林縣知縣，接替陳世烈。
他其後於農曆五月內渡，改為李郁華，但因臺灣最後被日本統治，所以雲林縣知縣一職最後被裁撤。
| 前任： 陳世烈 | 雲林縣知縣 1895年上任 | 繼任： 李郁华 |